# Jan von Plato
Jan von Plato (geboren am 23. Juni 1951 in Helsinki) ist ein finnischer Logiker, Wissenschaftshistoriker und Professor für Philosophie (schwedisch) an der Universität Helsinki.

## Leben
Von Plato verbrachte seine Kindheit in der Gartenstadt Tapiola bei Espoo und besuchte dort zunächst die Deutsche Schule und dann eine finnische Schule. Ab 1970 studierte er Mathematik und Philosophie an der Universität Helsinki, wo er 1972 eine Assistentenstelle erhielt. 1975 machte er seinen Master in Mathematik, 1980 promovierte er dort über ein Thema zur Philosophie der Wahrscheinlichkeit.
Danach arbeitete von Plato von 1982 bis 2000 in erster Linie als wissenschaftlicher Mitarbeiter der Finnischen Akademie. Von 1995 bis 1996 war er Dozent im Bereich Logic and Scientific Method der London School of Economics. Von 1990 an leitete er als außerordentlicher Professor die Forschungsgruppe zu Typentheorien und deren Anwendungen an der Universität Helsinki im Rahmen der European Types Working Group, deren Mittel allerdings 1998 gestrichen wurden.
Seine Forschungsschwerpunkte waren ursprünglich die Wahrscheinlichkeitstheorie, vor allem deren begriffliche Grundlagen, sowie deren Anwendungen in statistischer Physik und der Theorie dynamischer Systeme. 
Ab 1992 beschäftigte er sich mit konstruktiver Mathematik und da vor allem mit intuitionistischer Geometrie und deren Verbindungen zu Typentheorien.
Ab 1997 wandte er sich der Logik und Beweistheorie und insbesondere deren Geschichte zu und veröffentlichte im Laufe der folgenden Jahre mehrere Bücher und zahlreiche Artikel zu Themen aus diesem Bereich. Ein Schwerpunkt hier war die Beschäftigung mit Werk und Nachlass Gerhard Gentzens. 2008 erschien eine Transkription von Gentzens Manuskript zu dessen Dissertation mit einem Beweis der Normalisierung für (intuitionistisches) natürliches Schließen.
Zusammen mit seiner Frau Sara Negri hat von Plato drei Kinder.
Von Plato war ein Pionier des Sportkletterns in Finnland, darunter eine frühe Besteigung der Salathé-Führe bei El Capitan in Yosemite Valley.
Seit 2018 dirigiert von Plato ein von ERC (European Research Council) finanziertes Advanced Grant Project GODELIANA dessen Ziel es ist, Kurt Gödels nachgelassene stenographische Schriften zu studieren. Ab 2020 sind bisher fünf Bücher im Thema herausgekommen.

## Schriften
- Creating Modern Probability: Its Mathematics, Physics and Philosophy in Historical Perspective. Cambridge University Press, Cambridge 1994, ISBN 0-521-59735-8, 4. Aufl. 2000.
- mit Eckart Menzler-Trott: Gentzens Problem. Mathematische Logik im nationalsozialistischen Deutschland. Birkhäuser, Basel 2001, ISBN 3-7643-6574-9. Englische Bearbeitung von Craig Smorynski und Edward Griffor: Logic's Lost Genius. The Life of Gerhard Gentzen. Reihe History of Mathematics, Band 33. American Mathematical Society, Providence, RI und London Mathematical Society, London 2007, ISBN 978-0-8218-3550-0.
- mit Sara Negri: Structural Proof Theory. Cambridge University Press, Cambridge 2001, ISBN 0-521-79307-6.
- mit Sara Negri: Proof analysis. A Contribution to Hilbert's Last Problem. Cambridge University Press, Cambridge 2011, ISBN 978-1-107-00895-3.
- Elements of Logical Reasoning. Cambridge University Press, Cambridge 2013, ISBN 978-1-107-03659-8.
- Saved from the Cellar : Gerhard Gentzen’s Shorthand Notes on Logic and Foundations of Mathematics. Springer, Cham 2017, ISBN 978-3-319-42119-3.
- The Great Formal Machinery Works: Theories of Deduction and Computation at the Origins of the Digital Age. Princeton University Press, ISBN 978-0-691-17417-4 (Verlagsseite).
- Can Mathematics be Proved Consistent?: Gödel's Shorthand Notes and Lectures on Incompleteness. Springer, Cham 2020, ISBN 978-3-030-50878-4.
- mit Maria Hämeen-Anttila: Kurt Gödel: The Princeton Lectures on Intuitionism. Springer, Cham 2021, ISBN 978-3-030-87296-0.
- Negri, Sara & von Plato, Jan: Oiva Ketonen: Investigations into the Predicate Calculus. College Publications, London 2022.
- Chapters from Gödel's Unfinished Book on Foundational Research in Mathematics. Springer, Cham 2022, ISBN 978-3-030-97134-2.
- mit Maria Hämeen-Anttila: Kurt Gödel: Results on Foundations. Springer, Cham 2023.
- Portrait of Young Gödel. Springer, Cham 2024.